# Museo Energeticon
El Museo Energeticon es un museo interactivo inaugurado el 8 de septiembre de 2014 en Alsdorf, Alemania, el cual está ubicado en la antigua mina de carbón Anna II, dentro del área metropolitana de Aquisgrán, parte de la zona minera llamada Wurmrevier.

## Historia
La entidad sin fines de lucro Bergbaumuseum Wurmrevier, fundada en 1986, se propuso desde su creación como objetivo investigar y documentar la minería industrial del carbón que se ha desarrollado durante más de 150 años en la región de Aquisgrán y el sur de Limburgo. Con el tiempo, la asociación cambió su nombre a Museo minero mina Anna y luego a Sociedad para la historia minera y la cultura industrial. Desde un principio el objetivo de la asociación fue construir un museo minero en el antiguo emplazamiento de la mina Anna II. 
Cuando el gobierno estatal de Renania del Norte-Westfalia anunció en 2001 que no habría financiación pública para este museo, se desarrolló la idea del «proyecto Energeticon», la cual fructificó casi una década después.
Después de una importante reorganización de la asociación en 2019, el nombre actual de la entidad es Grube Anna Bergbauinformationszentrum Alsdorf (en español: Centro de información minera mina Anna de Alsdorf) o simplemente, GABI Alsdorf.

## Edificios

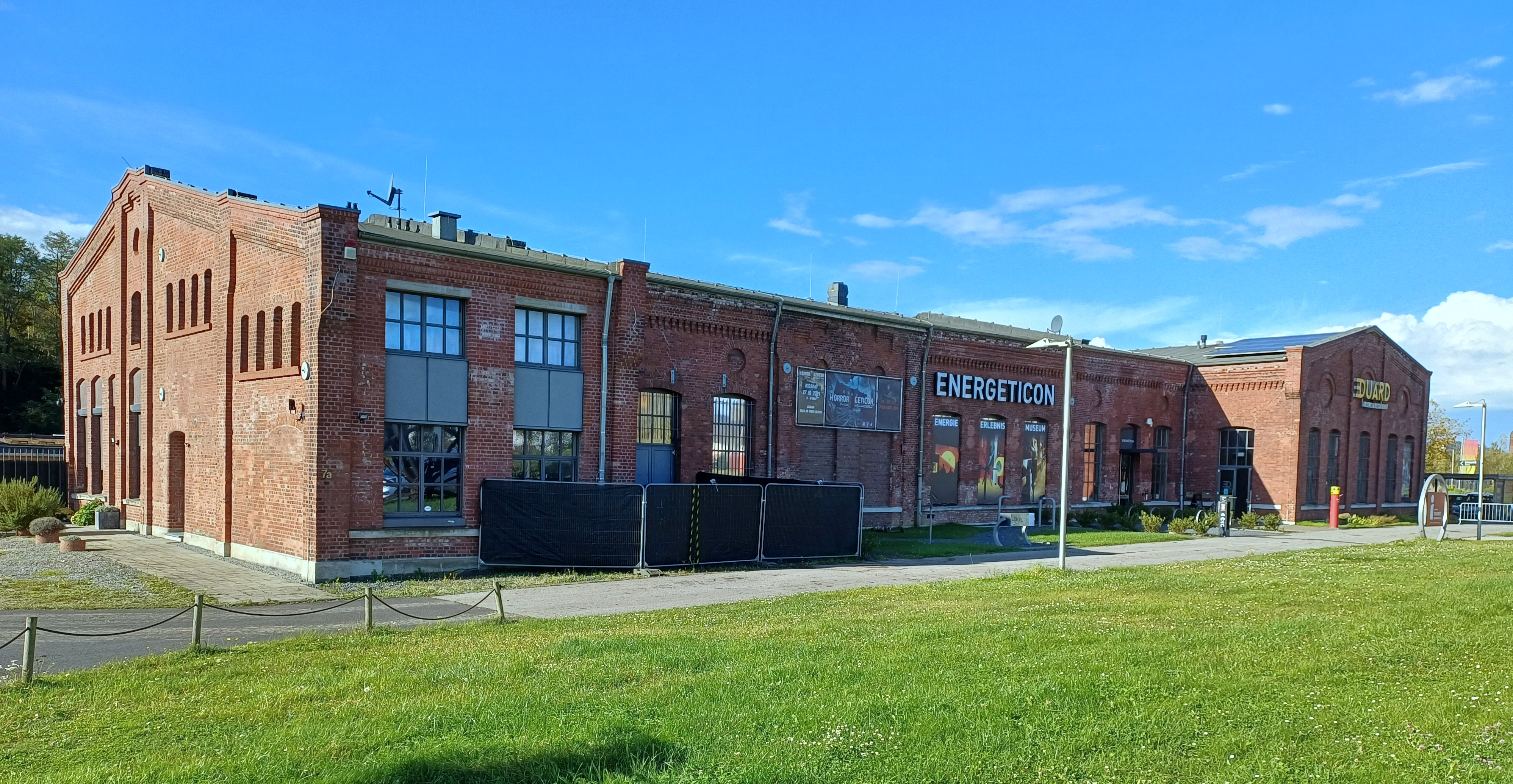
Entrada al Museo Energeticon

El museo consta de tres edificios, el edificio de la forja, los cuartos de máquinas Eduardschacht y el edificio de los vestuarios, así como una capilla y un área al aire libre con un parque de esculturas.
El antiguo edificio de la forja de 1910 es la zona de acceso al Museo Energeticon. Además del vestíbulo, con su recepción y tienda, hay un restaurante, guardarropas e instalaciones sanitarias. En todo caso, el recorrido de la exhibición comienza y termina en este punto. 
Tras haber sido utilizado como taller de forja y reparación, allí se ubicó durante muchos años el área de formación profesional de la empresa EBV, por lo que los antiguos mineros también se refieren al edificio como «TZ» (centro de formación). En el sótano se aprecia cómo era la formación profesional en la empresa EBV, a través de una pequeña mina de formación, que fue preparada por el museo de minería Grube Anna para que los visitantes experimenten más directamente cómo es la actividad minera.

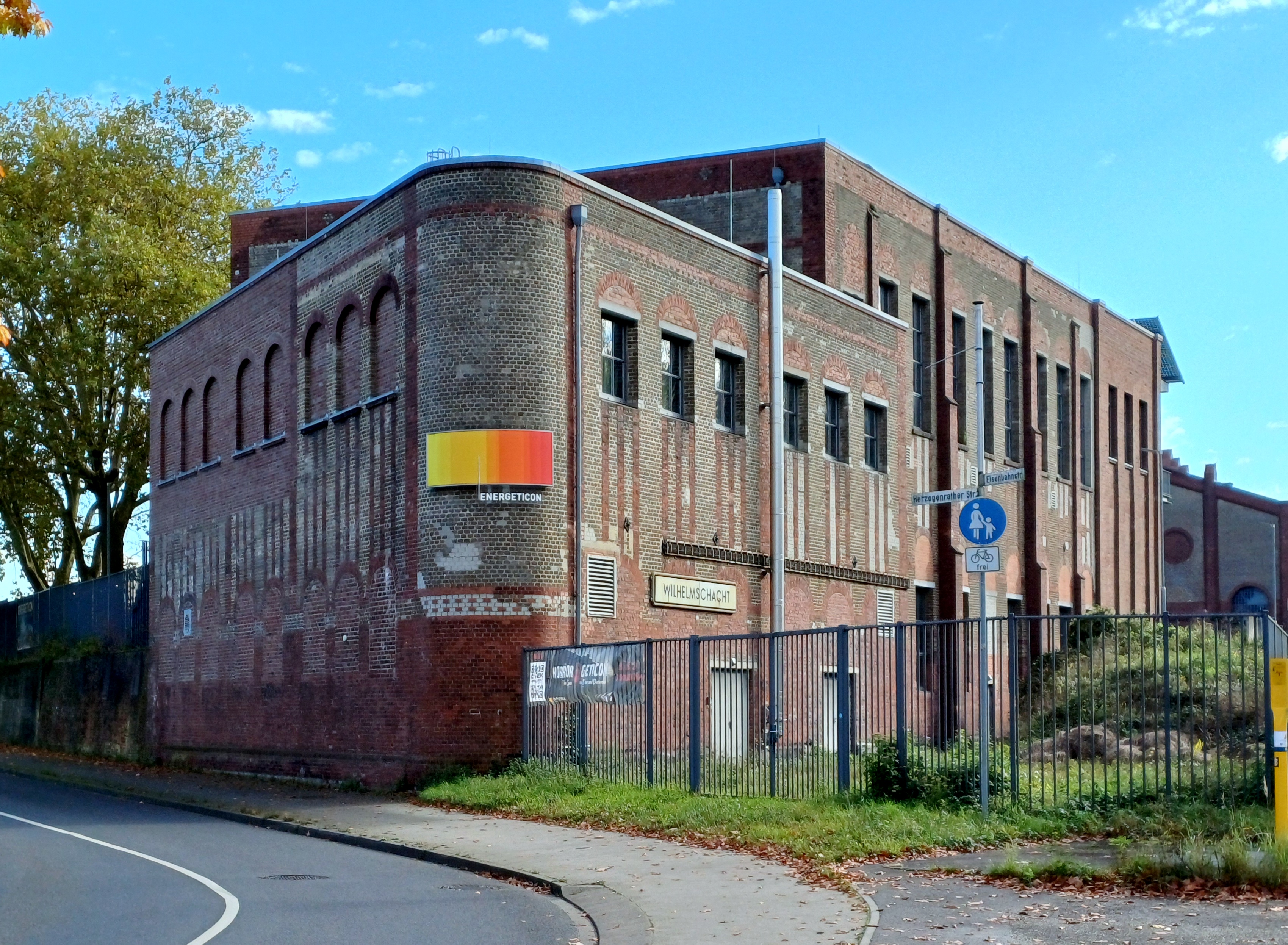
Vista exterior del edificio de los vestuarios

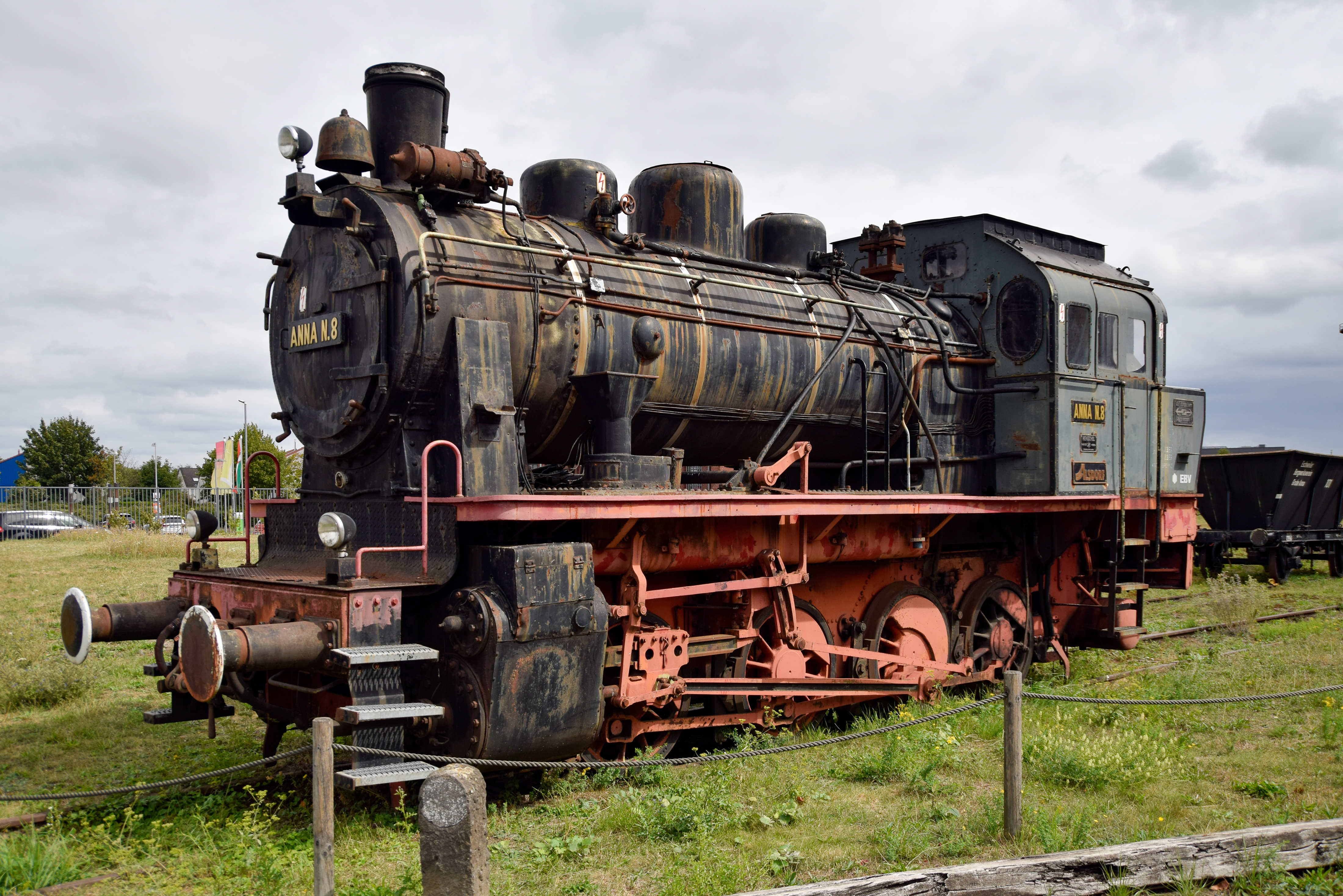
En el exterior del museo se exponen diversos equipos utilizados en la antigua mina, como una locomotora de vapor ELNA 6

Los cuartos de máquinas de los ascensores fue construida en 1905, y desde 2008 ha servido como espacio multifuncional para eventos de negocios, científicos y culturales. Estas instalaciones han sido declaradas monumento arquitectónico. En el cuarto de máquinas hay dos tipos diferentes de maquinaria eléctrica, situadas en dos salas independientes: una máquina de tambor accionada por corriente continua (línea de transporte oriental), y una máquina más moderna operada con corriente trifásica (línea de transporte occidental). En la sala de convertidores hay un disco Illgn de 21 toneladas, con cuya energía cinética se suministra energía de emergencia.
En desarrollo del concepto del Museo Energeticon, el edificio de los vestuarios alberga actualmente las secciones «Historia social y laboral de la minería», la dedicada a las ciencias llamada «el 1x1 de la energía», y la sección de presentación de los fundamentos para el suministro de energías renovables, principalmente las de fuente solar. El edificio de los vestuarios consta de dos secciones diferentes de antiguos edificios. En la parte construida en 1905, se encontraban los baños y duchas que los mineros usaban cada día luego de sus jornadas de trabajo. En tanto los vestuarios más nuevos se construyeron en 1931, para reemplazar la sección del edificio que fue destruida por una explosión del peligroso gas grisú en el Eduardschacht en 1930. En la planta superior se alojó temporalmente el taller de formación profesional de la EBV.

## Capilla de Santa Bárbara

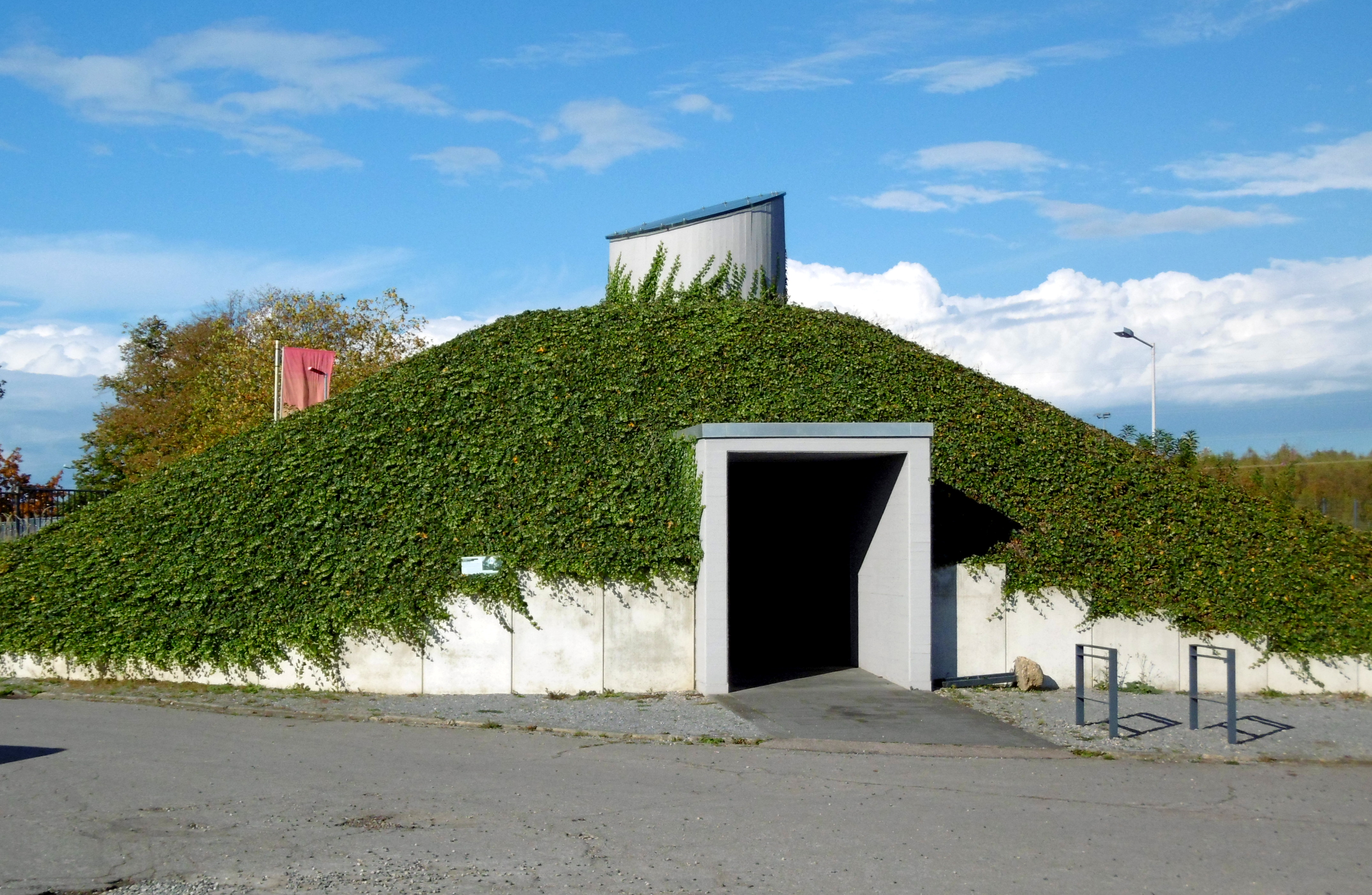
Capilla de Santa Bárbara

La Capilla de Santa Bárbara se construyó en las inmediaciones del Museo Energeticon, donde fue instalada  en 2015 una figura de Santa Bárbara de unos 1,30 metros de altura fundida en metal. Esta figura de la santa durante las décadas de 1950 a 1960 se encontró ubicada en el ramal de túneles a 610 metros de profundidad, que unía las minas Anna I y Anna II. A finales de la década de 1960, la figura bajó otros 250 metros y desde entonces estuvo a 860 metros de profundidad. En 1986 volvió a ver la luz del día y fue trasladada a la entonces sede de la Asociación Minera Eschweiler en Herzogenrath - Kohlscheid. Allí estuvo hasta octubre de 2006. Después de una parada en el vestíbulo del ayuntamiento de Alsdorf, tuvo su destino final en la capilla especial construida para albergarla. En el Parque Anna adyacente, una estela marca la ubicación subterránea exacta de Santa Ana dentro de la mina.

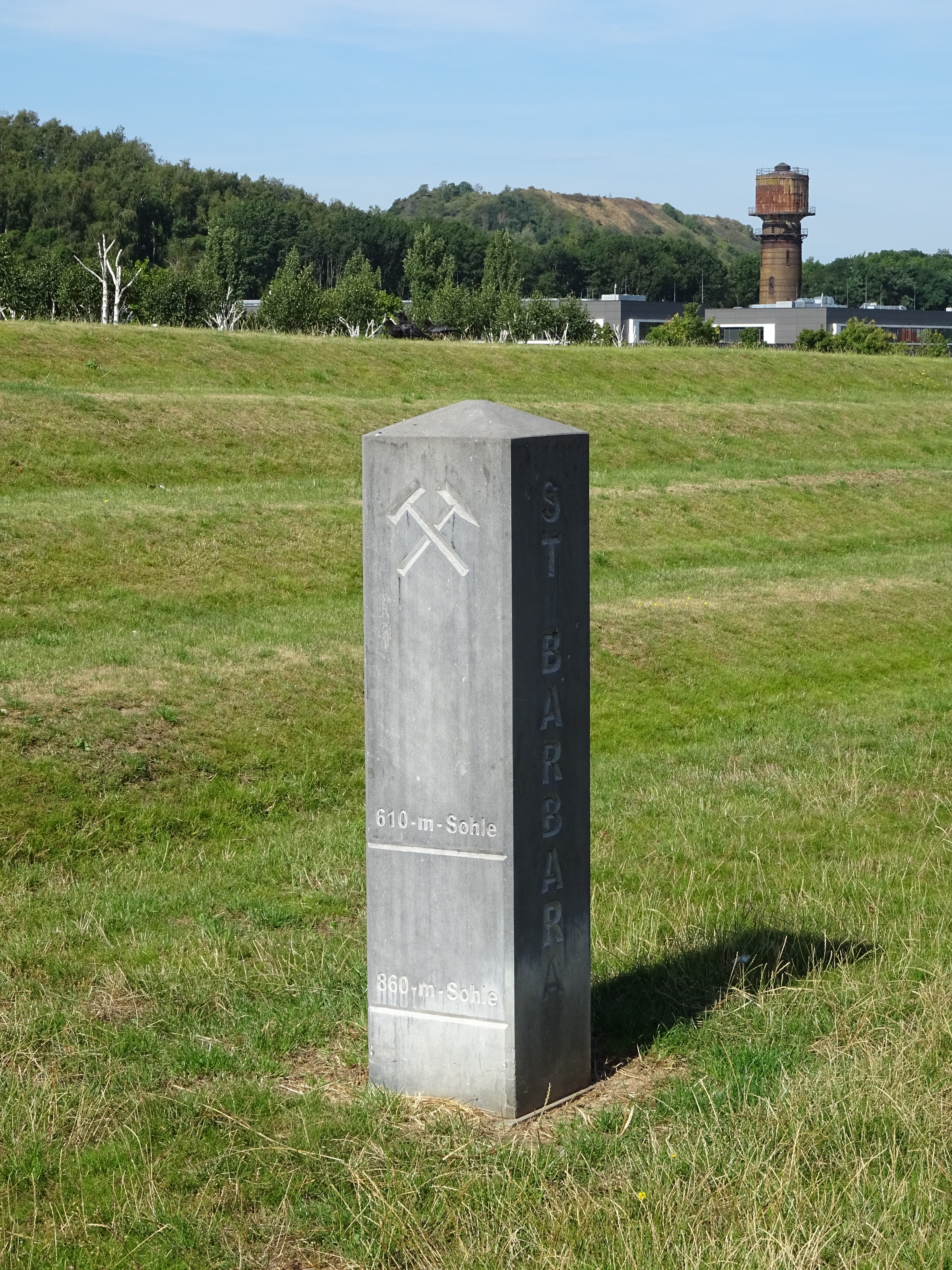
Estela de Santa Bárbara